# 私が愛したヘミングウェイ
『私が愛したヘミングウェイ』（原題：Hemingway & Gellhorn）は、2012年、HBO制作のアメリカ合衆国のテレビ映画。
20世紀のアメリカ合衆国を代表する文豪アーネスト・ヘミングウェイと彼の3番目の妻となった戦時特派員マーサ・ゲルホーンとの恋愛をスペイン内戦や第二次世界大戦を背景に描いた作品。ヘミングウェイをクライヴ・オーウェン、ゲルホーンをニコール・キッドマンが演じた。
第64回プライムタイム・エミー賞では、ミニシリーズ部門作品賞、主演男優賞（オーウェン）、主演女優賞（キッドマン）を含む15部門にノミネートされた。
日本では、2013年6月22日に「WOWOWプレミア」で日本語吹替で放映された。

## あらすじ
1936年、戦時特派員のマーサ・ゲルホーンは、キーウエストのバーで有名な作家ヘミングウェイと出会い、その豪快で情熱的な人柄に魅了される。2人は内戦が続くスペインで再会し、同じホテルの同じ階に泊まったこともあり、肉体関係を結んでしまう。ポーリンという2番目の妻がいながら、ヘミングウェイはゲルホーンと一緒にいる時間が増えていく。ついに、ヘミングウェイはポーリンとの離婚を成立させ、1940年、すぐにゲルホーンと再婚する。しかし、時は第2次世界大戦下。戦時特派員のキャリアを重視して海外に向かいがちなゲルホーンからヘミングウェイの心は次第に離れていき、2人はついに正面から衝突するようになり・・・。

## キャスト
- アーネスト・ヘミングウェイ：クライヴ・オーウェン（吹替：大塚明夫）
- マーサ・ゲルホーン：ニコール・キッドマン（吹替：山像かおり）
- ジョン・ドス・パソス：デヴィッド・ストラザーン（吹替：をはり万造）
- パコ・ザラ：ロドリゴ・サントロ（吹替：中尾一貴）
- ポーリン・ファイファー：モリー・パーカー（吹替：野々村のん）
- メアリー・ウェルシュ：パーカー・ポージー（吹替：平野夏那子）
- ロバート・キャパ：サンティアゴ・カブレラ（吹替：田村真）
- ミハイル・コルツォフ：トニー・シャルーブ（吹替：横島亘）
- ヨリス・イヴェンス：ラーズ・ウルリッヒ（吹替：村治学）
- マックス・イーストマン：マーク・ペルグリノ
- 宋美齢：ジョアン・チェン
- サヴェリオ・ゲーラ
- マックスウェル・パーキンス：ピーター・コヨーテ
- ダイアン・ベイカー
- レミー・オーベルジョノワ
- アンソニー・ブランドン・ウォン
- キーオン・ヤング
- ロバート・デュヴァル（クレジットなし）
- ジェフリー・ジョーンズ（クレジットなし）
- コニー・ニールセン（クレジットなし）
- ブルック・アダムス（クレジットなし）

吹替その他、小形満、楠見尚己、菅原雅芳、浦山迅、長島真祐、山内健嗣、桂一雅、山本兼平、岩崎ひろし、水野ゆふ、徳本英一郎、西村太佑、倉富亮、川島悠美、吉田健司、真壁かずみ、喜代原まり、町田政則、森源次郎、滝沢ロコ

## 評価
レビュー・アグリゲーターのRotten Tomatoesでは49件のレビューで支持率は49%、平均点は5.30/10となった。Metacriticでは22件のレビューを基に加重平均値が54/100となった。

## 受賞とノミネート
第64回プライムタイム・エミー賞では、作品賞（ミニシリーズ・テレビ映画部門）を含む15部門にノミネートされた。俳優では特に、マーサ・ゲルホーンを演じたニコール・キッドマンに多くの賛辞が集まった。
| 賞                                 | 部門                                           | 候補                                   | 結果       |
| ---------------------------------- | ---------------------------------------------- | -------------------------------------- | ---------- |
| プライムタイム・エミー賞           | 作品賞（ミニシリーズ・テレビ映画部門）         | 『私が愛したヘミングウェイ』           | ノミネート |
| プライムタイム・エミー賞           | 監督賞（ミニシリーズ・テレビ映画部門）         | フィリップ・カウフマン                 | ノミネート |
| プライムタイム・エミー賞           | 主演男優賞（ミニシリーズ・テレビ映画部門）     | クライヴ・オーウェン                   | ノミネート |
| プライムタイム・エミー賞           | 主演女優賞（ミニシリーズ・テレビ映画部門）     | ニコール・キッドマン                   | ノミネート |
| プライムタイム・エミー賞           | 助演男優賞（ミニシリーズ・テレビ映画部門）     | デヴィッド・ストラザーン               | ノミネート |
| プライムタイム・エミー賞           | 美術デザイン賞（ミニシリーズ・テレビ映画部門） | 『私が愛したヘミングウェイ』           | ノミネート |
| プライムタイム・エミー賞           | 撮影賞（ミニシリーズ・テレビ映画部門）         | ローヒエ・ストファース                 | ノミネート |
| プライムタイム・エミー賞           | 衣装デザイン賞（ミニシリーズ・テレビ映画部門） | 『私が愛したヘミングウェイ』           | ノミネート |
| プライムタイム・エミー賞           | ヘアスタイル賞（ミニシリーズ・テレビ映画部門） | 『私が愛したヘミングウェイ』           | ノミネート |
| プライムタイム・エミー賞           | メイクアップ賞（ミニシリーズ・テレビ映画部門） | 『私が愛したヘミングウェイ』           | ノミネート |
| プライムタイム・エミー賞           | 作曲賞（ミニシリーズ・テレビ映画部門）         | ハビエル・ナバレテ                     | 受賞       |
| プライムタイム・エミー賞           | 編集賞（ミニシリーズ・テレビ映画部門）         | ウォルター・マーチ                     | ノミネート |
| プライムタイム・エミー賞           | 音響効果賞（ミニシリーズ・テレビ映画部門）     | 『私が愛したヘミングウェイ』           | 受賞       |
| プライムタイム・エミー賞           | 録音賞（ミニシリーズ・テレビ映画部門）         | 『私が愛したヘミングウェイ』           | ノミネート |
| プライムタイム・エミー賞           | 視覚効果賞（ミニシリーズ・テレビ映画部門）     | 『私が愛したヘミングウェイ』           | ノミネート |
| ゴールデングローブ賞               | 主演男優賞（ミニシリーズ・テレビ映画部門）     | クライヴ・オーウェン                   | ノミネート |
| ゴールデングローブ賞               | 主演女優賞（ミニシリーズ・テレビ映画部門）     | ニコール・キッドマン                   | ノミネート |
| 全米映画俳優組合賞                 | 男優賞（ミニシリーズ・テレビ映画部門）         | クライヴ・オーウェン                   | ノミネート |
| 全米映画俳優組合賞                 | 女優賞（ミニシリーズ・テレビ映画部門）         | ニコール・キッドマン                   | ノミネート |
| 全米監督協会賞                     | 監督賞（テレビ映画部門）                       | フィリップ・カウフマン                 | ノミネート |
| 全米脚本家組合賞                   | オリジナル脚本賞                               | バーバラ・ターナー、ジェリー・スタール | ノミネート |
| オンライン映画＆テレビジョン協会賞 | 主演女優賞（ミニシリーズ/テレビ映画部門）      | ニコール・キッドマン                   | ノミネート |
| サテライト賞                       | 作品賞（ミニシリーズ・テレビ映画部門）         | 『私が愛したヘミングウェイ』           | ノミネート |
| サテライト賞                       | 主演男優賞（ミニシリーズ・テレビ映画部門）     | クライヴ・オーウェン                   | ノミネート |
| サテライト賞                       | 主演女優賞（ミニシリーズ・テレビ映画部門）     | ニコール・キッドマン                   | ノミネート |
| シンユーフォリア賞                 | 主演女優賞                                     | ニコール・キッドマン                   | 受賞       |
| コミュニティサークル賞             | 主演女優賞（ミニシリーズ/テレビ映画部門）      | ニコール・キッドマン                   | ノミネート |
| ゴールドダービー賞                 | 主演女優賞（ミニシリーズ/テレビ映画部門）      | ニコール・キッドマン                   | ノミネート |
| 女性イメージネットワーク賞         | 主演女優賞（テレビ映画部門）                   | ニコール・キッドマン                   | 受賞       |